# Ligne de Niirala à Säkäniemi
La ligne de Niirala à Säkäniemi (finnois : Niirala-Säkäniemi-rata), dite aussi ligne de Niirala (finnois : Niiralan rata), est une ligne de chemin de fer, à voie unique, du réseau de chemin de fer finlandais qui relie la ville de Säkäniemi et le poste-frontière de Niirala, en Finlande.

## Histoire
La ligne de Niirala est une partie de l'ancienne ligne Viipuri-Joensuu, qui est restée en Finlande après le traité de Moscou signé en 1940. 
Le trafic voyageurs sur ce tronçon de ligne s'est arrêté le 1er juin 1987.

## Infrastructure
La ligne Niirala–Säkäniemi a une longueur de 32,8 kilomètres. 

## Exploitation
Seul le transport des marchandises est assuré. La gare la plus proche du côté russe est Värtsilä.